# Branzoll
Branzoll ([branˈtsɔl]; italienisch Bronzolo) ist eine Gemeinde mit 2757 Einwohnern (Stand 31. Dezember 2023) im Südtiroler Unterland in Italien etwa 13 km südlich von Bozen. Die Mehrheit der Bevölkerung spricht Italienisch als Muttersprache.

## Geographie

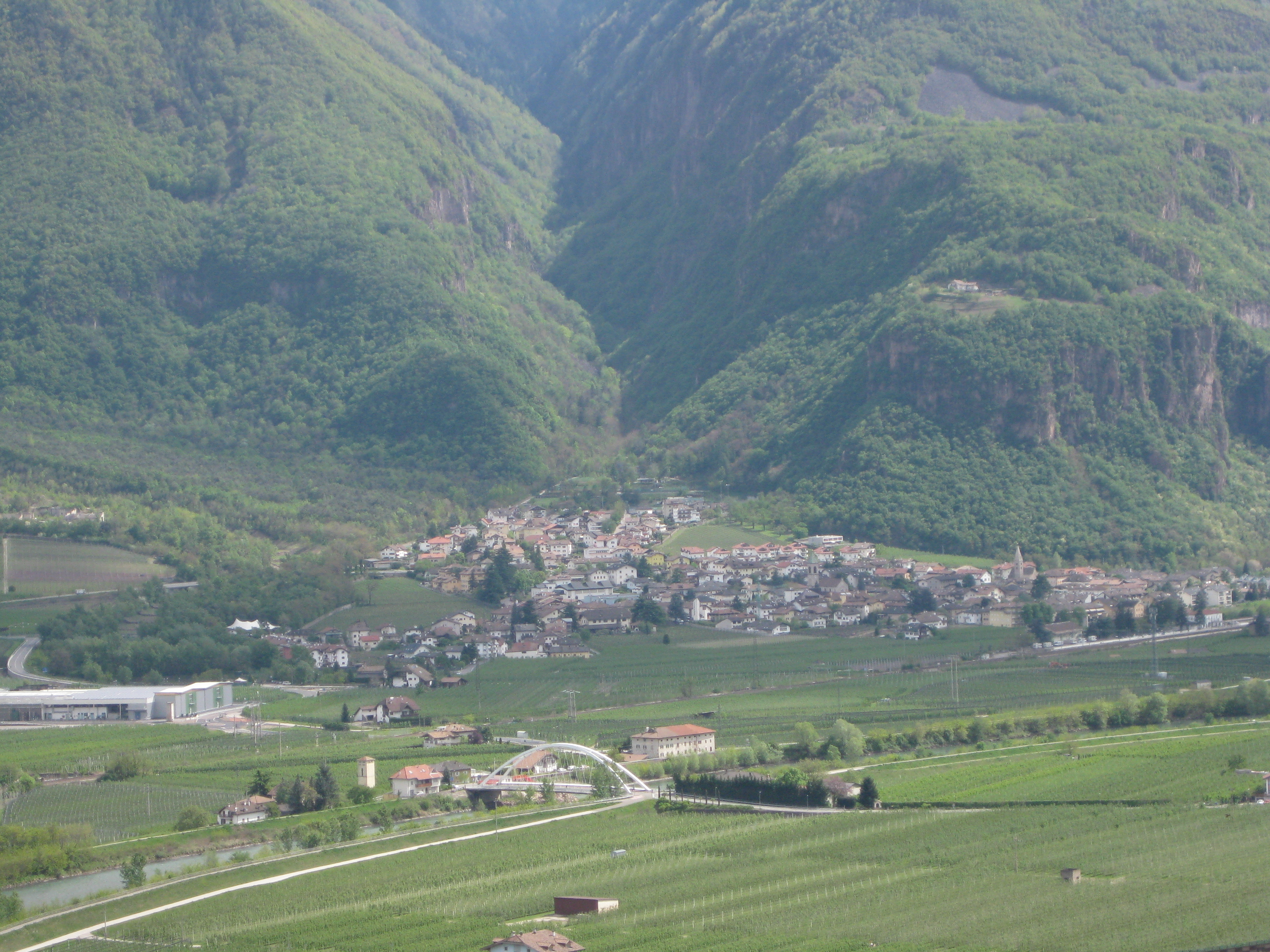
Branzoll von Nordwesten gesehen, dahinter das Tal des Aldeiner Bachs

Branzoll befindet sich im Unterland, einem von Bozen bis zur Salurner Klause reichenden Abschnitt des Etschtals im Süden Südtirols. Das 7,45 km² große Gemeindegebiet erstreckt sich auf der orografisch linken (östlichen) Seite der Etsch zwischen Leifers im Norden und Auer im Süden. Das Gemeindezentrum (220–280 m s.l.m.) liegt auf einem Schwemmkegel, wo der Aldeiner und der Petersberger Bach von Osten aus den Fleimstaler Alpen kommend die Unterlandler Talsohle erreichen. Hinter dem Dorf steigt das Gemeindegebiet zum das Unterland ostseitig flankierenden Regglberg an, dessen den Talboden überragenden Kuppen (von Norden nach Süden) Judenberg, Rosssprung und Göller genannt werden. In diesen bewaldeten Höhen stößt Branzoll an die Regglberger Nachbargemeinden Deutschnofen und Aldein. Im Westen, hinter den vom Branzoller Graben entwässerten flachen Talgründen, bildet der Verlauf der Etsch die Grenze zur Gemeinde Pfatten.

## Geschichte
Branzoll wird erstmals 1181 als Branzol – damals Stiftungsbesitz des Klosters Sonnenburg im Pustertal – erwähnt. Der Name leitet sich vermutlich vom germanischen Personennamen Berinza ab. Das Dorf wurde – ähnlich wie die Nachbarorte Leifers und Auer – auf einem breiten Schwemmkegel errichtet, um den Gefahren der ursprünglich sehr häufig auftretenden Etschhochwässer auszuweichen.
Branzoll gehörte bis zum Ende des Ersten Weltkriegs zur Grafschaft Tirol und damit zu Österreich-Ungarn. Innerhalb Tirols war Branzoll dem Gerichtsbezirk Neumarkt zugeordnet, der wiederum Teil des Bezirks Bozen war. Mit dem Vertrag von Saint-Germain kam Branzoll 1920 zusammen mit dem Großteil Tirols südlich des Alpenhauptkamms zu Italien. Als 1927 auf diesen ehemals österreichischen Gebieten die beiden Provinzen Bozen und Trient entstanden, wurde Branzoll wie auch einige andere umliegende Gemeinden der mehrheitlich italienischsprachigen Provinz Trient zugeschlagen. Erst 1948 wurde Branzoll in die Provinz Bozen bzw. Südtirol eingegliedert.

## Wirtschaft
Bis in das 19. Jahrhundert hinein bildeten Viehzucht und Weinanbau die wirtschaftliche Grundlage der Bevölkerung. Zusätzlich wurde bis etwa 1880 Holz von den Deutschnofner Höhen herabgeliefert und am Ausgang des Aldeiner Baches zum Verkauf angeboten. Dort wurden große Mengen von norditalienischen Holzhändlern erworben, die es vom Etschhafen von Branzoll aus auf der Etsch in Richtung Verona verflößten. Branzoll bildete den nördlichsten Punkt, der vom italienischen Raum aus für die Schifffahrt erreichbar war. Hieraus ergab sich die Bedeutung als wichtiger Warenumschlagplatz. Auch der Porphyrabbau hatte für lange Zeit eine wichtige wirtschaftliche Bedeutung, die bis in die heutige Zeit hinein reicht.

## Verkehr
Für den Kraftverkehr ist Branzoll in erster Linie durch die SS 12 erschlossen, die das Dorf durchquert. Die Brennerbahn bietet nahe dem Ortszentrum am Bahnhof Branzoll eine Zugangsstelle. Zudem führt die Radroute 1 „Brenner–Salurn“ an Branzoll vorbei.

## Politik
Bürgermeister seit 1952:
- Riccardo Veneri: 1952–1952
- Ferdinando Scrinzi: 1952–1956
- Hartmann Lentsch: 1956–1969
- Renzo Fantini: 1969–1993
- Benedetto Zito: 1993–1995
- Georg Mamming: 1995–1999
- Benedetto Zito: 1999–2005
- Alessandro Bertinazzo: 2005–2007
- Benedetto Zito: 2008–2015
- Alessandro Bertinazzo: 2015–2017
- Giorgia Mongillo: seit 2017

## Bevölkerung
Branzoll ist gemäß den erhobenen Sprachgruppenzugehörigkeitserklärungen bzw. Sprachgruppenzuordnungserklärungen eine mehrheitlich italienischsprachige Gemeinde. Als Berechnungsgrundlage der folgenden Prozentwerte wurden die gültigen Erklärungen von Personen mit italienischer Staatsbürgerschaft herangezogen.
| Sprache     | 1981    | 1991    | 2001    | 2011    | 2024    |
| ----------- | ------- | ------- | ------- | ------- | ------- |
| Deutsch     | 43,27 % | 39,57 % | 39,68 % | 37,34 % | 35,88 % |
| Italienisch | 56,48 % | 59,96 % | 59,85 % | 62,01 % | 63,46 % |
| Ladinisch   | 0,26 %  | 0,47 %  | 0,47 %  | 0,65 %  | 0,66 %  |

## Bildung
In Branzoll gibt es sowohl eine deutschsprachige als auch eine italienischsprachige Grundschule. Die deutschsprachige Einrichtung gehört zum Schulsprengel der Nachbarstadt Leifers, die italienischsprachige wird vom Sprengel Unterland verwaltet.

## Kultur und Sehenswürdigkeiten

### Bauwerke

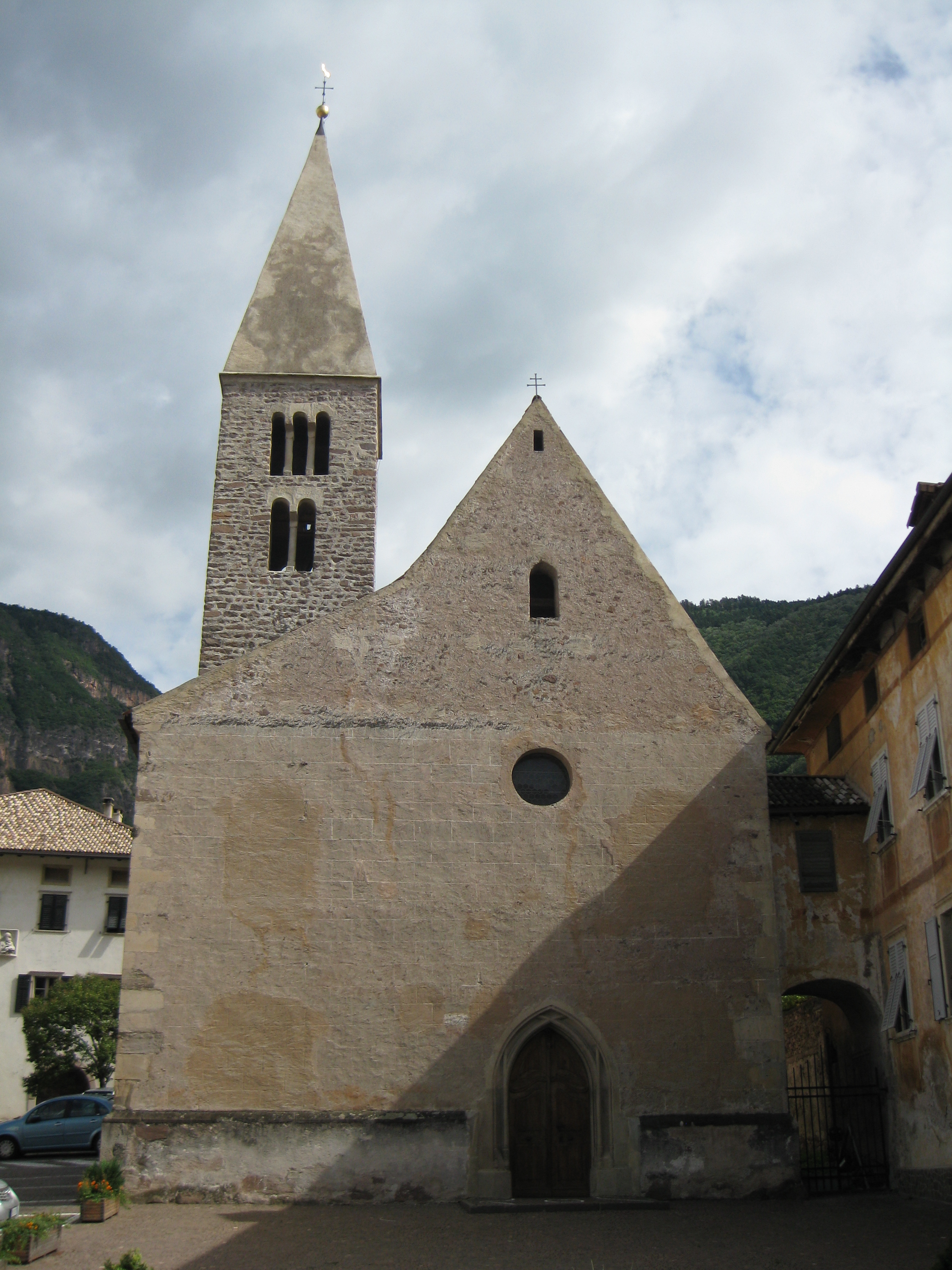
Alte Pfarrkirche St. Leonhard

Kirchlich gehörte Branzoll während des Mittelalters und der Frühen Neuzeit zur Pfarre Bozen und wird noch 1341 in urkundlichen Aufzeichnungen als „villa Pranzol in plebatu Bozani“, also als Dorf Branzoll, zur Pfarre Bozen gehörend, bezeichnet. Branzoll besitzt neben der historischen Pfarrkirche St. Leonhard auch eine neuere Kirche, die dem  hl. Herzen Jesu gewidmet ist. Sie wurde im Jahr 1896 im neuromanischen Stil erbaut, als die alte Kirche zu klein geworden war. Die alte, spätgotische St.-Leonhards-Kirche steht etwa 100 Meter südlich der neuen Kirche. Sie wurde in der Zeit um 1500 errichtet, wobei der romanische Turm noch von dem Vorgängerbau aus dem 13. Jahrhundert stammt, welcher durch den jetzigen ersetzt worden ist. Sehenswert im Inneren der Kirche ist der auf das Jahr 1585 datierte Taufstein aus weißem Marmor.

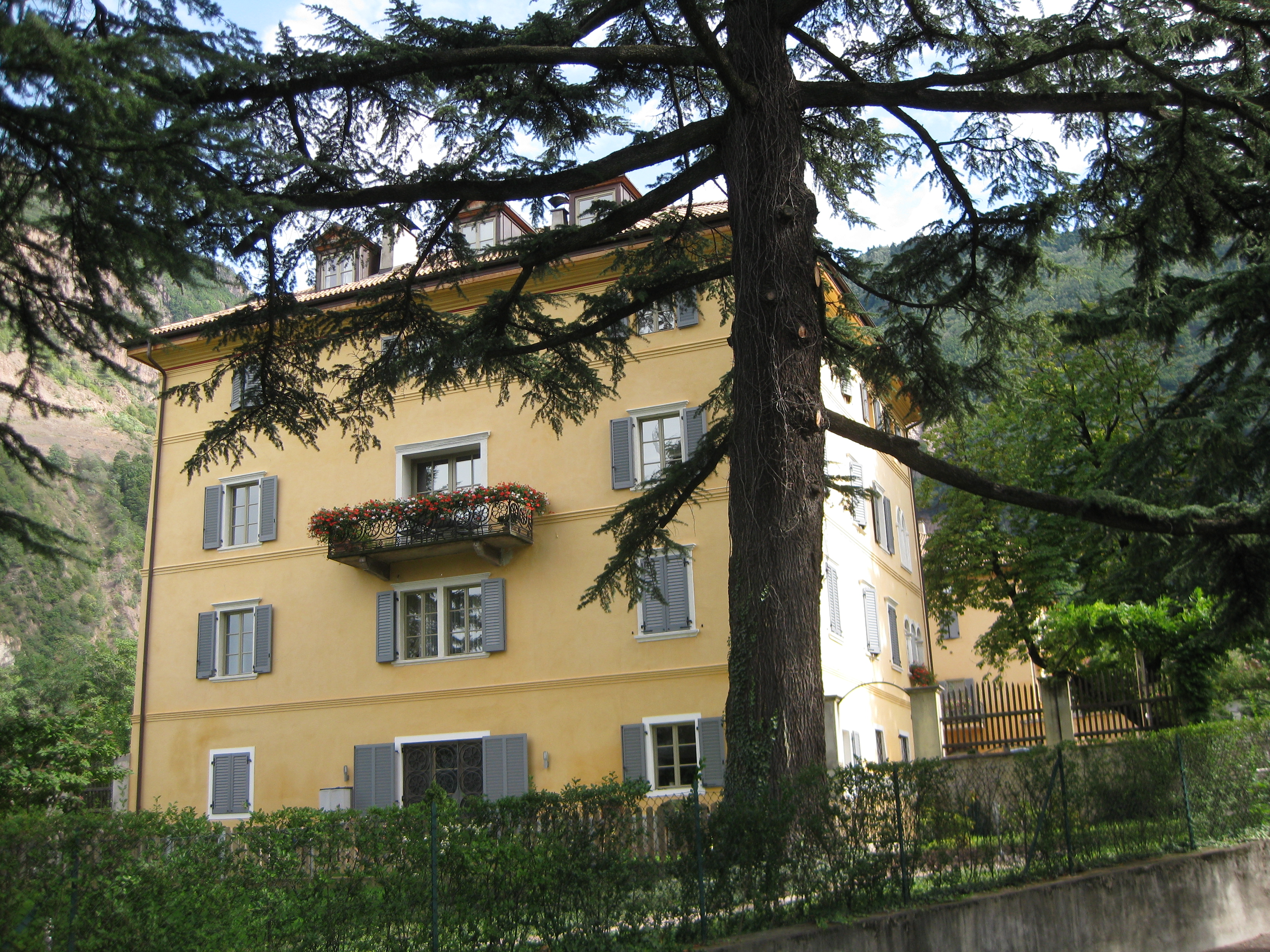
Palais Thomsen

Weiters wird das Dorfbild durch einige, für das Unterland typische Ansitze geprägt. Bemerkenswert ist das Palais Thomsen, in dessen Innenhof sich ein achteckiger Brunnen aus Trientner Marmor aus dem Jahr 1849, sowie drei hohe Zedern befinden.

### Heimatbühne Branzoll
Eine wichtige Rolle im kulturellen Leben der deutschen Sprachgruppe im Dorf spielt die Heimatbühne Branzoll. Sie wurde 1954 auf Initiative von Rudi Christoforetti mit dem Ziel gegründet, einen Kulturträger für die deutschsprachige Kultur zu schaffen. Als erste Wanderbühne Südtirols tourte sie auch durch Deutschland und spielte u. a. in München, Nürnberg und Erlangen. Der Erlös der Deutschlandtourneen wurde für die Finanzierung des deutschsprachigen Kindergartens von Branzoll verwendet. 1960 wurde das erste Puppentheaterspiel aufgeführt. Nach der vorläufigen Einstellung der Theateraufführungen 1969 und einer Pause von 25 Jahren wurde die Heimatbühne 1994 wiedergegründet und bringt seither wiederum volkstümliches Theater zur Aufführung.

## Persönlichkeiten
- Günther Pallaver (* 1955), Politikwissenschafter an der Universität Innsbruck
- Oskar Peterlini (* 1950), ehemaliger Abgeordneter zum Südtiroler Landtag und dem Senat der italienischen Republik
- Giorgio D’Amico (1961–2010), Heimatkundler, Buchhändler und Chronist der Gemeinde Branzoll
- Andrea Micheletti (* 1981), Dartspieler
- Mattia Predomo (* 2004), italienischer Radsportler